# Liste der Monuments historiques in Seuillet
Die Liste der Monuments historiques in Seuillet führt die Monuments historiques in der französischen Gemeinde Seuillet auf.

## Liste der Bauwerke
| Bezeichnung       | Beschreibung              | Standort | Kennzeichnung | Schutzstatus | Datum | Bild           |
| ----------------- | ------------------------- | -------- | ------------- | ------------ | ----- | -------------- |
| Kirche St-Martial | Erbaut im 12. Jahrhundert | (Lage)   | PA00093299    | Classé       | 1945  | weitere Bilder |

## Liste der Objekte
| Bezeichnung                      | Beschreibung | Standort                        | Kennzeichnung | Schutzstatus | Datum | Bild |
| -------------------------------- | ------------ | ------------------------------- | ------------- | ------------ | ----- | ---- |
| Vase                             | Keramik      | in der Kirche St-Martial (Lage) | PM03001482    | Inscrit      | 1993  |      |
| Skulptur des heiligen Rochus     |              | in der Kirche St-Martial (Lage) | PM03001480    | Inscrit      | 1993  |      |
| Skulptur eines heiligen Bischofs |              | in der Kirche St-Martial (Lage) | PM03001481    | Inscrit      | 1993  |      |